# カノムソートサイ

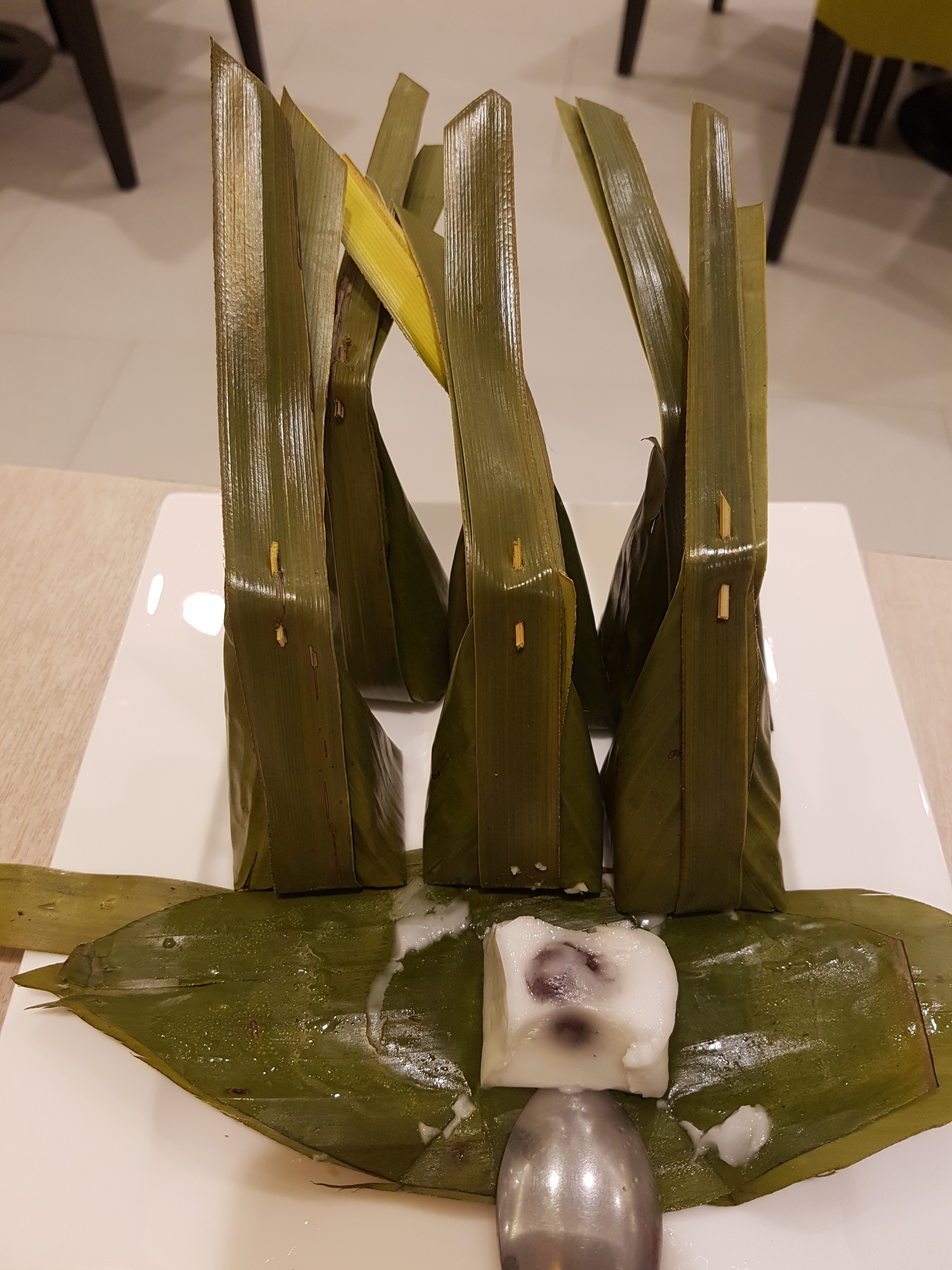
カノム・ソート・サイ

カノム・ソート・サイ（タイ語：ขนมสอดไส้、発音：[kʰānǒm sɔ̀ːt sâj]）、あるいはカノム・サイ・サイ（ขนมใส่ไส้、発音：[kʰānǒm sàj sâj]）とは、タイの菓子の一種で、ココナッツとパームシュガーでできている甘い餡を、ココナッツクリームを混ぜ込んだ米粉を蒸したもので覆ったもの。古くはタイの結婚式で食べられていた。伝統的にはバナナの葉で包んで包装する。